# Marvel’s Agents of S.H.I.E.L.D.
Marvel’s Agents of S.H.I.E.L.D., abgekürzt auch Agents of S.H.I.E.L.D., ist eine US-amerikanische Fernsehserie, die Teil des Marvel Cinematic Universe ist. Sie wurde von den Brüdern Joss und Jed Whedon sowie Maurissa Tancharoen entwickelt und handelt von einem Agententeam der fiktiven Marvel-Geheimdienstorganisation S.H.I.E.L.D., deren ursprüngliche Hauptfigur der von Clark Gregg gespielte Phil Coulson ist. Die Serie wurde von Marvel Television, ABC Studios und Mutant Enemy für den US-Sender ABC produziert und vom 24. September 2013 bis zum 12. August 2020 auf diesem ausgestrahlt. Im Dezember 2016 wurde das Web-Spin-off Marvel’s Agents of S.H.I.E.L.D.: Slingshot veröffentlicht.
Aufgrund eines Output-Deals mit der Walt Disney Company liegen die Ausstrahlungsrechte für Deutschland bei der Mediengruppe RTL Deutschland. Die Mediengruppe strahlt die Serie seit dem 31. Januar 2014 auf dem Bezahlfernsehsender RTL Crime aus, seit dem 13. Februar 2015 ist sie auch im Free-TV bei RTL II zu sehen.

## Handlung
Nach seinem Tod in Marvel’s The Avengers kehrt Phil Coulson quicklebendig zu S.H.I.E.L.D. zurück, um ein neues Einsatzteam zu leiten.

### Staffel 1
Der erste Auftrag für Coulsons Team lautet, den mysteriösen Mike Peterson aufzuspüren, der anscheinend plötzlich Superkräfte hat. Dabei kommt ihnen die Hackerin Skye in die Quere, die als Mitglied der Aktivistengruppe „Rising Tide“ gegen alle Formen von staatlicher Unterdrückung vorgeht. Es stellt sich heraus, dass Peterson von einer unbekannten Organisation mit dem „Centipede“-Serum geimpft worden ist, das ihm übermenschliche Stärke verleiht. Das Team kann den Mann in Gewahrsam nehmen und Coulson verspricht ihm, ihn zu einem S.H.I.E.L.D.-Agenten ausbilden zu lassen. Skye tritt dem Team als Beraterin bei. Einige Zeit später wird der S.H.I.E.L.D.-Wissenschaftler Dr. Franklin Hall von seinem ehemaligen Forschungspartner Ian Quinn, CEO eines Weltunternehmens, entführt. Quinn will, dass Hall einen großen Generator baut, mit dem man die Schwerkraft beeinflussen kann. Als Coulsons Team auf Quinns Anwesen ankommt, ist dieser bereits angeworfen. Um den Generator zu zerstören, lässt Coulson Hall hineinstürzen. Das Team bekommt es unterdessen mit dem Projekt „Eye Spy“ zu tun, bei dem die Ex-S.H.I.E.L.D.-Agentin Akela Amadour durch eine in ihrem Auge eingebauten Vorrichtung gezwungen wird, kriminelle Befehle auszuführen. Das Team kann das Gerät zerstören, jedoch nicht nachverfolgen, wer die Hintermänner des Projekts sind. Stattdessen erscheint Projekt „Centipede“ wieder auf der Spielfläche, als seine Wissenschaftlerin Raina den pyrokinetischen Scorch entführt und seine Fähigkeiten mit dem Serum verstärkt. Coulson verdächtigt Skye, die Information über Scorchs Aufenthaltsort weitergegeben zu haben, es stellt sich jedoch heraus, dass es ihr Freund Miles in gutem Glauben über Centipedes Absichten war.
Coulson fordert von Skye unbedingte Loyalität ein und will wissen, wieso sie unbedingt bei S.H.I.E.L.D. bleiben wolle. Daraufhin erzählt sie, dass sie ihre leiblichen Eltern suche, die wohl etwas mit S.H.I.E.L.D. zu tun haben. Raina sucht über den Kriminellen Edison Po den Kontakt zum Hellseher, dem im Schatten bleibenden Leiter von Centipede. Coulsons Team verfolgt Po jedoch mithilfe von Mike Peterson, und Raina erkennt, dass Peterson der Schlüssel zum gewünschten Supersoldaten Centipedes ist, da er seine Kräfte auch ohne weitere Injektionen behalten hat. Daraufhin entführt sie Petersons Sohn Ace und erzwingt eine Übergabe – bei dieser verlangt sie jedoch Coulson im Austausch für den Jungen. Mike Peterson versucht, Coulson zu retten, gelangt jedoch ebenfalls in die Gewalt von Centipede und wacht mit eingebauter „Eye-Spy“-Vorrichtung und amputiertem Bein auf.
Coulson wird unterdessen zu einer Maschine gebracht, mithilfe derer er sich erinnern soll, was am Tag nach seinem Tod geschehen ist. Er erinnert sich, von einer Roboterapparatur am offenen Hirn operiert worden zu sein. Nachdem er von einem S.H.I.E.L.D.-Team unter der Leitung von Agentin Victoria Hand befreit wurde, sucht er das Gespräch mit Dr. Streiten. Dieser sagt, Coulson sei mehrere Tage tot gewesen und auf direkten Befehl von Direktor Fury auf fragwürdige Weise wiederbelebt worden. Fury ist jedoch für Coulson nicht erreichbar. In einem weiteren Fall kreuzt das Team erneut die Spur von Ian Quinn, der Coulson „schöne Grüße vom Hellseher“ wünscht. Daraufhin heftet sich S.H.I.E.L.D. an Quinns Fersen und stürmt sein Haus in Italien. Skye wird dabei angeschossen und Quinn festgenommen – nicht jedoch, bevor er Mike Peterson eine Beinprothese schenkt, die ihm den neuen Namen Deathlok einbringt.
Um Skye zu retten, will Coulson dasselbe Verfahren anwenden, das auch bei seinem Tod verwendet wurde. Mithilfe seiner medizinischen Akte finden Fitz und Simmons einen Ort namens „Gästehaus“, in dem eine besondere Droge gelagert wird. Während Skye mithilfe dieser gerettet wird, findet Coulson dort eine Tür mit der Aufschrift „Tahiti“. Dahinter befindet sich der Ursprung der Wiederbelebungsdroge: die obere Körperhälfte eines Kree.
Um den Hellseher zu enttarnen und eliminieren, helfen die Agenten Garrett, Triplett, Hand, Blake und Sitwell dem Team. Sie verdächtigen den Rollstuhlfahrer Thomas Nash, und tatsächlich tritt Deathlok mit Nash in Kontakt. Bevor Nash jedoch festgenommen werden kann, erschießt Agent Ward ihn. Coulson vermutet, dass Nash ein Red Herring und der Hellseher in Wirklichkeit ein S.H.I.E.L.D.-Agent mit Zugang zu einem hohen Sicherheitslevel ist. Bevor er jedoch die Ermittlung vertiefen kann, kommt es parallel zur Handlung von The Return of the First Avenger und Hydra wird als geheime Schläferorganisation innerhalb S.H.I.E.L.D. geoutet. Nachdem Agent Garrett sich offen gegen sie stellt, wird offenbart, dass Hydra die ganze Zeit hinter Centipede stand. Garrett ist der Hellseher und Ward sein Sidekick, der prompt Hand erschießt und Garrett befreit. Da der Geheimdienst S.H.I.E.L.D. inzwischen durch den Weltsicherheitsrat aufgelöst wurde, werden die Mitglieder von Coulsons Team zu amtlich Gesuchten und stehen ganz alleine gegen die Hydra-Zelle rund um Garrett, Ward, Raina und Quinn da.
In der Zwischenzeit entdeckt Fitz, dass May eine verschlüsselte Leitung zu Fury hat. Sie hat dem Oberspion regelmäßig Bericht über Coulsons Gesundheitszustand erstattet. Da sie sein Misstrauen nicht aushält, verlässt May die Gruppe zeitweise und kontaktiert Agentin Maria Hill. Von ihr bekommt sie den Hinweis auf eine Festplatte, die Daten über „Projekt Tahiti“ enthält: Coulson selbst war der Leiter des Projekts. In seinem letzten Bericht an Fury empfahl er jedoch, das Projekt zu beenden, da die Nebenwirkungen der Droge auf die Versuchspersonen zu entsetzlich seien und nur durch ein Löschen des Gedächtnisses gemildert werden könnten.
Das Team hat jedoch vordergründig andere Sorgen, als Fitz und Simmons beim Untersuchen einer Hydra/Centipede-Basis von Ward gekidnappt werden. Fitz schafft es, mit einem EMP-Gerät den „ursprünglichen Deathlok“ Garrett kurzzuschließen, woraufhin Raina diesem die Wiederbelebungsdroge verabreicht. Garrett behauptet in Folge, nun „das ganze Universum sehen zu können“ und zeichnet seltsame Symbole, was seine Begleiter veranlasst, an seinem Verstand zu zweifeln. Da greift S.H.I.E.L.D. das Anwesen an, wobei Skye den Sohn von Mike Peterson befreit, May Ward konfrontiert und Coulson es auf Garrett abgesehen hat. Gegen den Hellseher scheint er jedoch körperlich keine Chance zu haben, bis der untergetauchte Nick Fury plötzlich zu ihm stößt. Gemeinsam halten sie Garrett zurück, bis Mike Peterson ihn besiegt, sobald er erfährt, dass sein Sohn in Sicherheit ist. Ward und die Centipede-Soldaten werden festgenommen und Fury ernennt Coulson zum neuen Direktor von S.H.I.E.L.D., während Maria Hill eine Arbeitsstelle bei Stark Industries antritt.
Während Deathlok ohne Begegnung mit seinem Sohn verschwindet, um sich von seinen Taten reinzuwaschen, macht sich das Team auf zu einer geheimen Basis. Raina besucht einen mysteriösen, blutgetränkten Mann, dem sie ein Foto von Skye übergibt mit den Worten, sie hätte seine Tochter gefunden. Coulson erwacht nachts und beginnt, dieselben Symbole an die Wand zu zeichnen wie zuvor Garrett.

### Staffel 2
Als neuer Direktor versucht Coulson, weitere ehemalige S.H.I.E.L.D.-Agenten anzuwerben, und das Team erhält mit Topspion Lance Hunter und dem Mechaniker Mack zwei Zugänge. Hydra kann einige potentielle Mitstreiter kidnappen und einer Gehirnwäsche unterziehen. Auch das US-Militär ist weiterhin hinter S.H.I.E.L.D. her, bis Coulson einen Waffenstillstand mit General Talbot aushandelt. Diesem widerfährt ein Rückschlag, als Hydra aus einem Armee-Waffenlager den Obelisken (ein Objekt außerirdischer Herkunft) entwenden kann. Doch auch Skyes Vater ist an diesem interessiert und beauftragt Raina, den todbringenden Stein für ihn zu beschaffen.
Unterdessen ist Jemma Simmons auf Undercovermission in einem Hydra-Labor. Als sie von Raina enttarnt wird, entpuppt sich Security-Chefin Bobbi Morse jedoch ebenfalls als Doppelagentin Coulsons und kann sie retten. Skyes Vater, der mittels Erpressung Kontakt zu seiner Tochter erzwingen wollte, nimmt nach deren Scheitern Coulson ebenfalls als Feind wahr und verbündet sich mit Daniel Whitehall, dem Anführer einer weiteren Hydra-Zelle. Whitehall war bereits während des Zweiten Weltkriegs als Hydra-Wissenschaftler auf den Obelisken gestoßen und hatte erkannt, dass bestimmte Menschen ihn berühren können, ohne zu sterben. Auch Grant Ward, der aus seiner Gefangenschaft entkommen kann, schließt sich den beiden an – allerdings mit der Absicht, die Zelle von innen heraus zu zerstören und Whitehall an S.H.I.E.L.D. zu übergeben.
Unterdessen wird eine ehemalige S.H.I.E.L.D.-Agentin ermordet aufgefunden – in ihre Haut wurden jene Symbole eingeritzt, die Coulson sich immer wieder zu zeichnen gezwungen fühlt. Es stellt sich heraus, dass die Frau die „Tahiti“-Droge in ihrem Blut hat und Coulson erinnert sich mithilfe der Centipede-Erinnerungsmaschine an die anderen Testpatienten des Projektes. Schnell wird dabei klar, dass einer der ehemaligen Patienten die anderen aufspürt und der Reihe nach umbringt. Coulson kann ihn in einem Faustkampf nicht überwältigen, erfährt aber, dass er vom selben Zwang zu zeichnen getrieben wird. Die Symbole in ihren Hirnen scheinen dabei nicht vollständig zu sein – erst als sie ein vollständiges, kombiniertes 3D-Modell vor sich sehen, verschwindet der Drang. Dieses scheint die Blaupause einer Stadt zu sein, die der außerirdische Spender der Droge unbedingt aufsuchen wollte.
S.H.I.E.L.D. und Hydra spüren die verlassene Stadt schließlich gleichzeitig in Puerto Rico auf. Raina und Skye werden von Ward gefangen genommen und sollen für Hydra den Obelisken in die unterirdische Stadt bringen. Dabei trifft Skye erstmals ihren Vater, und dieser erzählt ihr von den Geschehnissen, die zu ihrer Trennung vor 25 Jahren führten: Ihre Mutter entstammt einer Linie an Menschen mit besonderen Fähigkeiten – den Inhumans – und wurde von Whitehall aufgeschnitten, da dieser mithilfe ihrer Organe länger leben wollte. Dabei erfährt Skye auch, dass ihr Name eigentlich Daisy ist.
Cal, wie Skyes Vater heißt, konnte nichts dagegen tun und hat seine von S.H.I.E.L.D/Hydra entführte Tochter seither gesucht. Nun, da er mit ihr wiedervereint ist, will er sich an Whitehall rächen – ihm kommt aber Coulson zuvor, der den Hydra-Anführer erschießt. Skye folgt Raina in die Stadt, wo Triplett zuvor Sprengsätze zur Sabotage von Hydras Plänen montiert hat. Der Obelisk wird aktiviert und setzt blaue leuchtende Kristalle, sogenannte Terrigen-Kristalle frei. Als Triplett die Kristalle jedoch zerschlägt, tritt Terrigen-Nebel aus, der die beiden Frauen mutieren lässt, während der unbeabsichtigt ebenfalls in die Kammer gelangte Triplett vom freigesetzten Terrigen-Nebel getötet wird.
Die Aktivierung des Obelisken ruft die Aufmerksamkeit mehrerer Personen hervor: Ein Kree landet auf der Erde, um die verbliebenen „Waffen“ seiner Rasse – die Inhumans – zu vernichten. Coulsons Team und Lady Sif können den Kree überwältigen und seine Erinnerungen löschen, doch auch sie erachten Skye als potentielle Bedrohung. Ihre Fähigkeit, Vibrationen zu verstärken und zu manipulieren, hat sie nicht unter Kontrolle. Doch auch die versteckt lebende Gesellschaft der Inhumans hat die Transformation bemerkt und der Teleporter Gordon bringt sie in Sicherheit, als S.H.I.E.L.D.-Agenten sie in ihre Hände kriegen wollen. Unbemerkt haben Bobbi Morse und Mack nämlich einer anderen Fraktion des Geheimdienstes angehört, dem „echten“ S.H.I.E.L.D. unter der Führung von Robert Gonzalez, die Coulson absetzen und mehr interne Transparenz will. Nach kurzen Kämpfen raufen sich die beiden Gruppen jedoch zusammen und infiltrieren eine Hydra-Basis in der Arktis, wo sie Deathlok aus Dr. Lists Labor befreien und den Aufenthaltsort von Lokis Zepter eruieren: Sokovia. Die Avengers werden dorthin geschickt, was den Film Avengers: Age of Ultron auslöst.
Nachdem Gordon Skye in Sicherheit brachte, befindet sie sich in einer geheimen Inhuman-Siedlung namens „Jenseits“, die von Jiaying und ihrem Assistenten Gordon geleitet wird. Jiaying stellt sich später als Skyes Mutter heraus und hilft Skye, ihre Kräfte unter Kontrolle zu bringen. Dabei erfährt Skye, dass sie am 2. Juli 1988 Geburtstag hat, also 26 Jahre alt ist. Außerdem trifft Skye auf einen Inhuman namens Lincoln Campbell, dessen Fähigkeit es ist, elektrische Ladungen schießen zu können. Auch Raina befindet sich im „Jenseits“. Als S.H.I.E.L.D. im Jenseits landen will und Robert Gonzalez als Unterhändler zu Jiaying schicken, tötet sie ihn, da sie Krieg mit S.H.I.E.L.D sucht, um diese vermeintliche Gefahr für die Inhumans für immer zu eliminieren. Als Raina dies herausfindet, tötet Jiaying diese mit ihrer eigenen Inhuman-Kraft: Sie saugt Rainas Lebensenergie aus und überträgt sie auf sich selbst. Das ist auch der Grund, wie sie so lange leben konnte. Skye kann dies beobachten und verlässt das Jenseits.
Beim Showdown zum Staffelende plant Jiaying, Terrigen-Kristalle auf dem Schiff freizusetzen, um so die gesamte S.H.I.E.L.D.-Führungsebene zu töten. Jedoch geht der Plan unter anderem schief, weil sich Lincoln auf die Seite von S.H.I.E.L.D. stellt. Kurz darauf wird Jiaying, die Skye wegen deren Widerstandes gegen ihr Vorhaben mit ihren Kräften die Lebensenergie fast vollständig absaugt, von Cal getötet, der inzwischen der Meinung ist, dass Jiaying ein Monster aus ihm gemacht hat und das größere Monster der beiden ist. Gordon kann von Mack, Fitz und Coulson besiegt werden, indem Fitz eine Maschine baut, die Gordons Teleportationsfähigkeit auf einen kleinen Raum begrenzt. Bei dieser Konfrontation fängt Coulson einen tödlichen Terrigen-Kristall auf, sodass Mack Coulson geistesgegenwärtig den Arm mit einer Axt abschlägt.
Nach dem Kampf auf dem Schiff werden Cal mithilfe des Tahiti-Projektes seine Erinnerungen genommen und er lebt nun zufrieden als Tierarzt. Skye soll ein neues Team von Menschen mit Superkräften anführen, verlangt aber, dabei anonym zu bleiben. Im Kampf gegen Jiaying gerieten einige Terrigen-Kristalle ins Meer, die von Fischen aufgenommen werden und schließlich in Fischöl gelangen, wodurch nun überall auf der Welt Inhumans entstehen. In der Post-Credit-Scene wird Jemma Simmons bei Experimenten am Monolithen von diesem eingesaugt und bleibt zunächst monatelang verschollen.

### Staffel 3
Daisy beginnt ein Team aus Inhumans für S.H.I.E.L.D. zusammenzustellen und versucht auch Lincoln Campbell, der mittlerweile in einem Krankenhaus arbeitet, zu überreden sich ihnen anzuschließen. Bei einer Diskussion werden sie jedoch von Lash, einem monsterhaften humanoiden Inhuman mit Stacheln auf dem Rücken überrascht, können jedoch entkommen. Melinda May und Lance Hunter infiltrieren das Lager von Grant Ward, der einige Hydra-Loyalisten um sich geschart hat, und schaffen es beinahe diesen zu töten, bevor er entkommen kann. Leo Fitz findet bei seiner Suche nach der verschwundenen Jemma Simmons einen Hinweis auf einen Ort namens „Maveth“, das hebräische Wort für „Hölle“. Mit Hilfe von Daisys Beben-Kräften können sie den Monolithen, der sich als Portal auf einen Planeten namens Maveth herausstellt, gezielt für kurze Zeit aktivieren und Jemma kann gerettet werden, während Will es nicht rechtzeitig zum Portal schafft. Der Monolith wird dabei pulverisiert und somit zerstört. In einer Rückblick-Episode wird erklärt, wie Simmons die drei Monate auf Maveth überlebt hat: Sie hat dort einen gestrandeten Astronauten namens Will gefunden, der ihr half auf dem kahlen Planeten zu überleben. Außerdem lebt auf Maveth ein sehr altes Inhuman-Wesen namens Hive (englisch für Schwarm), das die Kraft besitzt, Körper anderer Menschen als Wirt zu übernehmen und außerdem Gedanken anderer Menschen kontrollieren kann.
Grant Ward schließt sich mit Gideon Malick zusammen, einem der wichtigsten ehemaligen Hydra-Anführer, dessen Ziel es seit Jahren ist, Hive wieder auf die Erde zu holen, da er eine der frühesten Inspirationen für Hydra war. In seinem Besitz befinden sich mehrere kleine Bruchstücke des Monolithen, die er ebenso als Portal benutzen kann. Coulson schleicht sich in Malicks Basis und gelangt ebenso wie Ward und dem entführten Fitz nach Maveth. Dort stellen sie fest, dass Hive bereits Besitz vom Astronauten Will ergriffen hat. In einem Kampf gelingt es ihnen, Hive zu besiegen und Coulson tötet Ward mit seiner kybernetischen Hand. Kurz bevor sich das Portal endgültig schließt, gelingt es Hive jedoch, mit dem Körper des toten Ward auf die Erde zu kommen. 
Lincoln schließt sich S.H.I.E.L.D. schlussendlich doch an und auch die menschliche Form von Lash kann ermittelt werden: Es ist Andrew Garner, der Ex-Ehemann von Agent May. Garner lässt sich von S.H.I.E.L.D. in einer Sicherheitszelle einsperren, bevor er sich schließlich für immer in Lash verwandelt. Außerdem findet sich ein weiterer Zuwachs für das Team von Daisy: Elena „Yo-Yo“ Rodriguez, die die Gabe besitzt, übermenschlich schnell zu laufen, wobei sie jedoch immer wieder an den gleichen Punkt zurückkehrt.
Bei einer Begegnung mit einem Inhuman namens Charles Hinton, der andere Leute einen zukünftigen Tod sehen lassen kann, sieht Daisy Fragmente der finalen Konfrontation mit Hive, und dass sich ein Agent dabei opfern wird. Hinton wird kurz danach von einem Hydra-Agenten erschossen. Jedoch wird Daisy kurz darauf von Hive besessen und tötet auf Befehl von diesem auch den gefangenen Gideon Malick. Nur Lash, dessen Aufgabe es eigentlich immer war, Hive aufzuhalten, kann Daisy von der Kontrolle Hives befreien, wird dabei aber von einem von Hives Handlangern getötet. Skye möchte sich nun selbst opfern und Hive in einem Quinjet in den Weltraum bringen, jedoch kommt Lincoln ihr zuvor und fliegt seinerseits mit Hive in den Weltraum und lässt den Quinjet explodieren.

### Staffel 4
Nach Lincolns Tod und dem Inkrafttreten des Sokovia-Abkommens befindet sich Daisy, die nun unter dem Namen „Quake“ tätig ist, auf der Flucht. Anders als Yo-Yo weigert sie sich das Abkommen zu akzeptieren und jagt Kriminelle, wobei sie den Mechaniker Robbie Reyes alias Ghost Rider kennenlernt. Dieser war mit seinem Bruder Gabriel von Querulanten angegriffen worden, die es eigentlich auf seinen Onkel Eli Morrow abgesehen hatten. Als Folge des Angriffs war Gabriel querschnittsgelähmt, während Robbie einen Pakt mit dem Teufel einging und fortan Jagd auf nicht verurteilte Straftäter machte.
Coulson sucht derweil mit Mack nach Daisy und hat den Posten des Direktors an Jeffrey Mace abgegeben. May bildet derweil neue Agenten aus, während Simmons zum engen Kreis von Mace gehört. Fitz entdeckt derweil, dass der inzwischen von S.H.I.E.L.D. fest beschäftigte Dr. Holden Radcliffe nebenbei aus seiner künstlichen Intelligenz Aida einen Androiden erschaffen hat, der Menschen zum Verwechseln ähnlich sieht.
Als der mysteriöse Geist Lucy für Chaos sorgt, nimmt sich Coulson ihrer an, doch die Verfolgung geht schief, wobei May vom Geist überrumpelt wird und fortan in einen manischen Zustand verfällt, weswegen sie zu Radcliffe gebracht wird. Dieser „tötet“ sie kurzzeitig, schafft es aber ihr Leben zu retten. Um dem Geist Einhalt zu gebieten, der sich das mysteriöse Zauberbuch Darkhold sichern will, verbünden sich Robbie und Daisy mit Coulson und Mack und können Lucy eliminieren, stellen jedoch fest, dass Robbies Onkel Eli das Buch will. Als dieser eine Maschine aktiviert, finden sich Coulson, Fitz und Robbie ebenfalls in dem geisterhaften Zustand wieder, und erkennen, dass sie nicht mit der „Außenwelt“ kommunizieren können.
Als Lösung präsentiert Radcliffe gegenüber Direktor Mace Aida, die das Darkhold liest und somit einen Durchgang schafft, um Robbie, Fitz und Coulson zu retten. Nachdem Robbie schließlich seinen Onkel aufhalten kann, indem er ihn in die Hölle zieht, wird es ruhig um die Agenten. Allerdings stellt sich heraus, dass Radcliffe und Aida eine LMD-Kopie (Life Model Decoy) von May angefertigt haben und eine virtuelle Welt – das Framework – erschaffen; eine Welt, die das menschliche Bewusstsein wie die reale Welt wahrnimmt.
Da der Inhalt des Darkhold überaus komplex ist, verlangt Aida das Buch, überwältigt sowohl Fitz als auch Radcliffe, und läuft in der Basis Amok, ehe sie von Mack enthauptet wird. Allerdings hat Radcliffe eine zweite Aida in der Hinterhand und benutzt sowohl LMD-May, als auch einen LMD-Körper von sich selbst um das Darkhold zu finden. Zusammen mit dem Russen Anton Ivanov alias The Superior entführt er Direktor Mace und tauscht mit Aidas Hilfe Daisy, Coulson, Mack und den Direktor selbst durch LMD-Kopien aus.
In der Basis überlegen Fitz und Simmons, wie sich vor den ganzen LMDs sichern können, doch zu ihrem Entsetzen entpuppt sich Fitz auch als LMD-Kopie. Nachdem sie diesen tötet, flieht sie mit Daisy – die doch nicht durch einen LMD ersetzt wurde – und mehreren Agenten aus der Basis und ergreifen in der Zephyre One die Flucht. Um ihre Freunde zu retten, lassen sich Daisy und Simmons von extern ins Framework einschleusen, während Yo-Yo sie überwacht. Zwischenzeitlich wird Radcliffe von Aida getötet und ebenfalls ins Framework gespeist.
Die Welt im Framework stellt sich jedoch als verkehrte Welt heraus: Hydra ist an der Macht, Simmons ist tot und Coulson ist als Lehrer tätig, während May wie auch Daisy bei Hydra arbeiten, wobei letztere mit Ward verlobt ist. Fitz wiederum agiert als eiskalter und sadistischer Diktator unter Aida, die als Madame Hydra bekannt ist.
Nach anfänglichen Schwierigkeiten gelingt es Simmons Coulson mit Erinnerungen an seine Zeit in der realen Welt aus der Gehirnwäsche zu befreien („T.A.H.I.T.I.“) und schließt sich zusammen mit Daisy und Ward dem Widerstand an, der von Direktor Mace geführt wird. Daisy wird jedoch gekidnappt und verhört, wobei Aida erwähnt, dass sie bei jeder Person eine Entscheidung korrigiert habe. So entpuppt sich ebenfalls der verstorbene Agent Triplett als lebendig, während Mace durch ein einstürzendes Gebäude stirbt und somit auch in der realen Welt stirbt.
Bei May tritt allmählich ein Sinneswandel ein, denn sie befreit Daisy und fliehen gemeinsam aus der Hydra-Zentrale, wobei zweitere Madame Hydra aus dem Fenster stößt und so schwer verletzt. Durch Radcliffe finden sie einen Ausweg, doch Simmons will nicht ohne Fitz gehen, und bringt dessen Vater um. Vor Wut kaum zu bremsen, schießt Fitz sie an, ehe er von Radcliffe durch ein Portal gestoßen wird. Coulson, May, Simmons und Daisy folgen ihm. Mack verbleibt jedoch im Framework, da er sich nicht von seiner Tochter verabschieden will, kehrt jedoch schweren Herzens zurück.
In der realen Welt hat sich Aida einen menschlichen Körper erschaffen und möchte mit Fitz zusammen sein, läuft jedoch prompt wieder Amok, als dieser sie zurückweist. Schließlich gelingt es Coulson, der für kurze Zeit zum Ghost Rider wird, sie zu eliminieren. Als die Gruppe in einem Restaurant essen will, wird jedoch die Zeit angehalten, wobei sie von fremden Soldaten entführt werden.

### Staffel 5
80 Jahre in der Zukunft haben sich einige Dinge verändert. Die Erde wurde wenige Monate nach dem Verschwinden von Agent Coulsons Team durch ein Super-Erdbeben zerstört und der Leuchtturm ist die einzige Basis, auf der noch Menschen leben, allerdings werden sie von Kree-Soldaten unter der Führung von Kasius unterdrückt, der Inhumans herauspickt und sie in einer Arena gegeneinander kämpfen lässt. Sie benutzen dazu Implantate, welche die Kräfte der Inhumans hemmen können und auf Knopfdruck wieder einschalten können. Daisy, die schnell als Inhuman enttarnt wird, wird ebenfalls ein solches Implantat verpasst. Die S.H.I.E.L.D.-Agenten mischen sich unter das Volk und bekommen Hilfe von Deke Shaw und Tess sowie Flint, einem unentdeckten Inhuman mit der Gabe, Steine bewegen und formen zu können.
Währenddessen wurde Leopold Fitz der nicht mit dem Zeit-Obelisken mitgeschickt wurde, von Soldaten der Regierung gefangen genommen, wird jedoch nach einigen Monaten wieder von Hunter (der in der dritten Staffel gezwungen war, zusammen mit Bobbi das Team zu verlassen) gerettet. Dabei treffen sie auf der Suche nach Antworten auf den hochentwickelten Roboter Enoch, der ihnen den Grund erklärt, warum er die anderen in die Zukunft geschickt hat: Das Orakel, das eigentlich Robin Hinton, die zehnjährige Tochter von Charles Hinton ist, hat vorhergesagt, dass nur so die Erde von der Zerstörung abgehalten werden kann. Fitz lässt sich in eine Kälteschlafkapsel einschließen, um ebenfalls in die Zukunft zu kommen.
In der Zukunft treffen Daisy und May auf die Zephyr, die durch den Einsatz von Gravitonium künstliche Schwerkraft erzeugt. Die Zephyr wird von einer kleinen Gruppe von Flüchtlingen unter der Führung von der nun über 80 Jahre alten Robin bewohnt. Die verrät ihnen, dass sie in einer Zeitschleife feststecken: Immer wenn sie zurückreisen, scheitert ihr Plan zur Rettung der Welt und sie landen wiederum in der dystopischen Zukunft, da der „Zerstörer der Welten“ wiederum das Supererdbeben auslöst. Elena begegnet einer Version ihrer selbst ohne Arme, die von Inhumans künstlich am Leben erhalten wird, was die Zeitschleife bestätigt. Die Elena aus der Zukunft verrät ihrem jüngeren Selbst noch, dass die Sorge um Coulsons Leben der Grund ist, warum die Rettung der Welt scheitert. Robin kann ihnen jedoch nicht den entscheidenden Hinweis geben, da sie von einem Mitbewohner der Zephyr umgebracht wird. Flint schafft es, einen weiteren Zeit-Monolithen aus Weltraumstaub zu formen. Kasius, der Anführer der Kree, trinkt in einem Akt der Verzweiflung eine schwarze Flüssigkeit namens Odium (lat. für Hass), das seine Kräfte für wenige Minuten vervielfacht, einen jedoch danach tötet. Daisy beschließt für sich, in der Zukunft zu bleiben, da sie glaubt, sie selbst sei der Grund für das Super-Erdbeben, aber Coulson lässt das nicht zu, betäubt sie und nimmt sie doch wieder mit. Durch den Monolithen können alle S.H.I.E.L.D.-Agents aus der Vergangenheit wieder in ihre eigene Zeitepoche zurückgelangen, wobei sich Enoch in einer Explosion opfert und auch Deke scheinbar dabei getötet wird.
Wieder in ihrer eigenen Zeit angekommen, nehmen die Agenten den Leuchtturm, unter dem sich eine riesige alte S.H.I.E.L.D.-Basis befindet, als neues Hauptquartier. Auch Deke wird unerklärlicherweise in die Gegenwart teleportiert. Anhand von einem Taschenmesser, das ihm von seinem Großvater vererbt wurde, bemerkt Deke, dass Fitz und Simmons seine Großeltern sein müssen, was Jemma zu der Annahme veranlasst, sie sei unsterblich, solange ihre Tochter, Dekes Mutter, nicht geboren ist. Auf einer der unteren Ebenen des Leuchtturms befinden sich nun drei Monolithen: Der Zeit-Monolith, mit dem die Helden in die Zukunft geschickt wurden, der Raum-Monolith, der Jemma vor zwei Jahren nach Maveth brachte, und ein dritter Monolith, dessen Macht noch unklar bleibt. Durch ein gezieltes Attentat von General Hale wird die gesamte Ebene zur Explosion gebracht, wodurch sich eine eigene kleine Dimension öffnet, die die schlimmsten Ängste der Agenten physisch macht. Nachdem die Alpträume besiegt sind, heiraten Fitz und Simmons in einem künstlichen Wald auf einer der Ebenen des Leuchtturms mit Coulson als Trauredner und Daisy und Mack als Trauzeugen.
General Hale, eine Hydra-Agentin, leitet eine der letzten aktiven Hydra-Basen, die sich allerdings schon lange von den Gewohnheiten von Hydra losgesagt hat. Ihre Tochter Ruby ist eine Kämpferin im Dienst ihrer Mutter und schafft es mit ihren Klingen-Wurfringen, Elena bei einem Einsatz die Arme abzutrennen, wodurch die dystopische Zukunft scheinbar immer näher rückt. Coulson wird von ihnen gefangen genommen und stellt zu seiner Überraschung fest, dass Hale S.H.I.E.L.D. nicht vernichten, sondern sich mit ihnen verbünden will. Außerdem zeigt Hale Coulson ein paar Dinge, die sie in ihre Hände bekommen hat: Die Menge an Gravitonium, die Ian Quinn einst versprochen wurde (bevor Raina jedoch ihn selbst hinein warf) und den gefangenen Glenn Talbot, der sich von Coulsons Anwesenheit gerettet fühlt. Auch Carl Creel befindet sich in der Basis, hört jedoch seit einer Berührung mit Gravitonium Stimmen von Leuten in seinem Kopf, die vom Gravitonium verschluckt wurden. Hale hat sich mit einer Gruppe verschiedener Aliens, der Konföderation, zusammengeschlossen und sie wollen das Gravitonium in Daisy injizieren, um ihre Bebenkräfte so zu vervielfältigen, dass sie zur „Zerstörerin der Welten“ wird.
Ruby, die sich vernachlässigt fühlt, kommt dem zuvor und beginnt das Gravitonium in sich selbst zu injizieren, bricht allerdings nach acht Prozent aufgrund zu hoher Schmerzen wieder ab. Hale, Daisy und Coulson versuchen sie zu beruhigen, als Ruby allerdings doch auszubrechen droht, nimmt Elena Rubys Klingenring und tötet sie damit. Hale kann in dem Durcheinander fliehen und erlaubt der Konföderation nun, den Leuchtturm und damit Coulsons Team zu vernichten. Der Angriff scheint erfolgreich zu sein, da die Soldaten der Konföderation, die Remorath, sich in den Leuchtturm teleportieren können. Das Team verbarrikadiert sich auf verschiedenen Ebenen der Basis. Talbot, der unter einer Hydra-Gehirnwäsche leidet und seit seinem Aufenthalt auf deren geheimer Basis nicht mehr ganz bei sich ist, meint seine Fehler wieder gutmachen zu müssen und injiziert sich das Gravitonium in einem ruhigen Moment in der Gravitonium-Kammer kurzerhand selbst, nachdem er Jemma mit dem Icer ausgeschaltet hat. Durch das Gravitonium kommt Talbot zu enormen Telekinese-Kräften, mit denen er alle Remorath mit einer Handbewegung zerquetschen kann.
Zusammen mit Coulson fliegt er auf das Schiff der Konföderation und will dort mit Qovas, dem Anführer der Remorath und Hales Ansprechpartner in der Konföderation, verhandeln. Als dieser sich nicht kooperativ zeigt, übernimmt er gewaltsam das Kommando über Qovas' Schiff und plant den herannahenden Thanos zu vernichten und sich selbst als Held ansehen zu lassen. Coulson und Hale, die sich ebenfalls noch auf dem Schiff befindet, versuchen ihn von diesem Vorhaben abzubringen, scheitern aber, und Talbot tötet Hale. Er begibt sich wieder zur Erde und besucht Creel, dem er erlaubt sich in Gravitonium zu verwandeln, nur um ihn kurz darauf selbst zu absorbieren. Anschließend begibt er sich nach Chicago, wo er in der Erde eine größere Gravitonium-Ader spürt, die er ebenfalls in sich aufnimmt.
Nach einer weiteren Vorhersage von Robin, dass Coulson der einzige ist, „der die Teile zusammensetzen kann“, ist Daisy während der ganzen Zeit unterwegs, um zum einen die letzte Probe des Centipede-Serums, zum anderen eine Probe von Jiayings DNA zu besorgen. Mit diesem plant sie, Coulson die selbstheilende Kraft von Jiaying zu übertragen, um ihn vor dem Tod zu retten. Elena jedoch hat den Plan, das Centipede-Serum mit einer Odium-Probe aus der dystopischen Zukunft zu verbinden, um Talbot damit zu zerstören, da er von außen unverwundbar scheint. In einer Diskussion, für welche Idee sie das Centipede-Serum benutzen sollen, zerstört May kurzerhand das Odium-Fläschchen, sodass Fitz und Simmons Coulson die Probe verabreichen. Ihm fehlt nur noch die Centipede-Spritze, um die Kräfte zu aktivieren, doch er nimmt sie nicht, sondern versteckt sie in Daisys Armschienen. Als diese sich Graviton stellt und kurz davor ist, von ihm absorbiert zu werden, entdeckt sie die Spritze, spritzt sie sich selbst und nutzt den kurzen Anflug von Energie, um Graviton ins Weltall zu schießen, wo dieser schließlich zu Tode friert. Bei allen vorherigen Kämpfen in der Zeitschleife hatte Talbot Daisy absorbiert und damit das Super-Erdbeben ausgelöst. Somit führte Coulsons Entscheidung, die Spritze nicht zu nehmen, dazu, dass die Schleife durchbrochen wurde.
Durch eine Schockwelle im Boden, ausgelöst bei dem Kampf, stürzt ein Teil einer Gebäudedecke ein und begräbt Fitz unter sich. Mack und May können ihn befreien, jedoch stirbt Fitz wenige Sekunden später durch die Verletzungen.
Am Ende bleibt May bei Coulson auf Tahiti, der seine letzten Tage dort erleben möchte, während Mack, als neuer Director von S.H.I.E.L.D, die anderen in neue Einsätze führt.

### Staffel 6
Ein Jahr nach Coulsons Tod hat sich das Team aufgeteilt und versucht, ohne Coulson klarzukommen. Davis, Piper, Simmons und Daisy suchen nach dem eingefrorenen Fitz, da das Schiff von Enoch durch einen Ring vor einem Jahr geteilt wurde, während es Jupiter umkreiste. Daisy, Piper und Davis wollen nach einem Jahr Suche nach Hause, nachdem sie entdeckt haben, dass die Kälteschlafkapsel von Fitz leer ist. Simmons möchte auf keinen Fall aufgeben, weshalb sie heimlich die Koordinaten des Planeten eingibt, auf dem die Kälteschlafkapsel gebaut wurde, als der Quinjet von einem Schiff der Konföderation angegriffen wird.
Mack, Yo-Yo und May sind währenddessen auf der Erde und versuchen dort ein Team aufzustellen. Außerdem untersuchen sie eine Reihe von energetischen Anomalien. Dabei hilft ihnen Dr. Marcus Benson, der Tinker untersucht, der sich zum Teil zu Beton verwandelt hat. Durch ein Gerät von Tinker kennen sie den nächsten Ort der Anomalie und treffen dort auf den Rest der mysteriösen Gruppe aus einer anderen Dimension, die von Sarge angeführt wird, der wie Coulson aussieht.
Macks Team ist der mysteriösen Gruppe, die aus Pax, Snowflake, Jaco und Sarge besteht, auf der Spur. Dr. Marcus Benson findet dabei heraus, dass Sarges DNA zu 100 % mit Coulsons DNA übereinstimmt und es sich deshalb nicht um eine Android-Kopie handeln kann. Sarges Gruppe versucht derweil PEKs (Piezoelektrische Kristalle) zu bekommen. Diese sind von Natur aus polarisiert und können unter mechanischem Druck elektrische Ladung erzeugen. Deshalb rauben sie einen Juwelierladen aus und nehmen eine Frau, die dort arbeitet, als Geisel. May entdeckt allerdings den Truck der Gruppe, der mit dem Tresorraum des Juwelierladen verbunden ist, und kämpft gegen Pax, Snowflake und Jaco. Sie kann die Frau vom Juwelierladen retten, doch als sie Sarge sieht, ist sie verwirrt und nennt ihn „Coulson“. Dies nutzen die anderen aus und lassen sie in den Tresorraum fallen. Sarge selber kennt das Wort „Coulson“ nicht, allerdings kommt es ihm trotzdem bekannt vor. Mack und Dr. Benson entdecken in der Zwischenzeit, dass Sarges Team schon vorher auf einem Planeten war, der zerstört worden ist, und glauben, dass Sarge die Erde auch zerstören will.
Fitz und Enoch haben derweil im All Schwierigkeiten, da Fitz als Mensch enttarnt wird. Beide können sich und die Crew aber retten, als sie Viro, den Controller, ins All fliegen lassen. Danach dreht Fitz vom Kurs des Schiffes ab, um die Crew zu retten. Dadurch verpassen Simmons und Daisy Fitz und Enoch nur knapp.
Wegen der Koordinaten haben Daisy und Simmons einen Streit. Dieser wird aber unterbrochen, da sie in Naro-Atzia gelandet sind und diese eine Inspektion machen wollen. Simmons fragt während der Inspektion nach Leopold Fitz, wodurch sie und die anderen von Malachi angegriffen werden. Sie können ihn aber überwältigen und Malachi sagt ihnen, dass Fitz gesucht wird, da er eigentlich vor einem Jahr gestorben sei, und mit dem nächsten Schiff ankommen sollte. Daisy und Simmons finden aber heraus, dass das Schiff abgedreht hat und nach Kitson fliegt.
In der Kitson-Stadt auf dem Planeten Kitson werden Enoch und Fitz von der Crew verraten, da Enoch und Fitz gesucht werden. Sie bekommen von ihnen nur einen Chip. Um durch diesen Chip an mehr Geld zu gelangen, gehen sie in das Haus der Spiele, wo Enoch Fitz sagt, dass er sein bester Freund ist. Weil Enoch ein Chronicom ist, kann Enoch viele Chips gewinnen, verliert sie aber alle, da er bluffen nicht kennt. Da Fitz auf keinen Fall ins Bordell will, möchten Enoch und Fitz ein rein mathematischen Spiel spielen. Dabei ist Fitz der Einsatz. Enoch möchte durch hohe Töne, die nur Menschen hören können, Fitz beim Spiel helfen. Fitz und Enoch werden allerdings erwischt, als es eine ferngeschaltete Überladung von Enochs System wegen Chronicom-Jägern gibt. Dadurch stößt Enoch einen hohen Ton aus, den allerdings nur Menschen hören können. Dieser erklärt Fitz, dass Chronicom-Jäger nach ihm suchen, und deshalb fühlt er sich nutzlos und wie ein Nichts. Fitz kann ihm allerdings überzeugen, dass er kein Nichts ist, indem er Enoch sagt, dass er auch sein bester Freund ist.
Simmons und Daisy finden derweil das Schiff, auf dem Fitz war, und Davis, Daisy und Simmons essen ein paar Puffis. Durch diese werden sie extrem high. Daisy und Simmons machen sich auf dem Weg ins Casino, während Davis auf Malachi aufpasst. Dieser kann fliehen, da Davis noch auf einem Trip ist. Simmons und Daisy haben ihren Spaß in dem Casino wegen der Droge, als sie den hohen Ton hören, der von Enoch kommt. Daraufhin kommen die Jäger, die Daisy bekämpft. Währenddessen sucht Simmons Fitz und sieht ihn auch kurz. Allerdings wird Fitz daraufhin von Malachi entführt.
Sarge und sein Team suchen währenddessen nach Wesen, die nicht hierher gehören. Dabei töten sie einen Mann mit einem Messer, der von einem Parasiten bewohnt wird. Als dieser tot ist, sprießen Kristalle aus ihm. Deke Shawn führt derweil ein erfolgreiches Unternehmen, in dem er S.H.I.E.L.D.-Technologien als seine eigenen Ideen verkauft. Da Sarges Gruppe herausgefunden haben, dass er auch nicht hierher gehört, greifen sie ihn an. Ein S.H.I.E.L.D.-Agent hielt Deke aber zu fliehen und ruft Mack und die anderen. Als Mack erfährt, dass Sarge in dem Gebäude ist, will er Sarges Gruppe angreifen.
In der Zwischenzeit untersuchen Keller, Yo-Yo und Benson den Parasiten. Dabei ziehen sie das Messer heraus, wodurch der Parasit fliehen kann und schließlich in Keller fliegt.
Derweil kämpft May gegen Snowflake, die sie auch erst besiegen kann, allerdings zielt Sarge mit einer Waffe auf ihren Kopf und er nimmt sie als Geisel. Währenddessen kämpfen Mack und Deke gegen Pax und Joco, die sie auch gefangen nehmen können.
Mittlerweile versuchen Yo-Yo und Benson Keller von dem Parasiten zu befreien. Sie schaffen es allerdings nicht und als aus Keller spitze Kristalle sprießen, muss Yo-Yo Keller mit Sarges Messer töten.
Im All ist Enoch gerade bei Daisy und Simmons, der die ganze Zeit jammert und sich fragt, warum er gejagt wird, wenn er doch seine Mission, die Verhinderung der Auslöschung der Menschheit, erfüllt hat. Auf einmal wird das Schiff von Konförderationsschiffen umstellt. Dieses Schiff gehört der Chronicom Atarah. Diese erzählt ihnen, dass der Heimatplanet der Chronicoms Chronyca-2 wegen kleinen Verwerfungen in der Struktur des Alls vernichtet wurde. Sie möchte deshalb in der Zeit zurückreisen, um ihren Heimatplaneten zu retten. Dafür braucht sie Leopold Fitz, den sie schon eingesperrt haben, und Jemma Simmons. Jemma stellt sich freiwillig, damit Piper, Davis und Daisy nach Hause können.
In der Zwischenzeit ist May die Geisel bei Sarge. Dieser möchte mehr über Coulson herausfinden, da er schon auf vielen Planeten war, aber niemand ihn je erkannt hat. Dies wäre ein viel zu großer Zufall. Sarge und Snowflake versuchen May für ihre Sache zu gewinnen und lassen sie deshalb mit einem Parasiten allein, den May schlussendlich töten muss. Später erzählt Sarge, dass diese Parasiten Shrikes heißen und nur ihrem Schöpfer dienen wollen. Dabei benutzen sie immer die gleiche Vorgehensweise. Sarges Gruppe versucht sie dabei immer zu besiegen. Schließlich überlistet May Snowflake und Sarge. Danach fährt sie mit ihrem Truck zur S.H.I.E.L.D.-Basis.
Derweil finden Benson und Yo-Yo heraus, dass die Shrikes die gleiche kristalline Struktur haben wie die Monolithen.

### Staffel 7
Die 7. und finale Staffel von Marvel’s Agents of S.H.I.E.L.D. feierte ihre Premiere am 27. Mai 2020 bei ABC. In Staffel 7 reisen Phil Coulson und sein Team durch die Zeit und erfahren so mehr über die Geschichte von S.H.I.E.L.D., während sie die Gefahr der Chronicoms bezwingen müssen.

## Hintergrund
Nachdem Marvel 2009 von der Walt Disney Company übernommen worden war, wurde eine Tochterproduktionsfirma für das Fernsehen unter dem Namen Marvel Television gegründet. Im Juli 2012 gab es Verhandlungen zwischen Marvel und dem Fernsehsender ABC über eine Fernsehserie. Im darauffolgenden Monat wurde bekannt gegeben, dass Joss Whedon, der bereits Regisseur von Marvel’s The Avengers war, sich an der Entstehung der Serie beteiligen würde. Die Regie der Pilotfolge wurde von ihm selbst übernommen, das Drehbuch schrieb er gemeinsam mit seinem Bruder Jed Whedon und Maurissa Tancharoen. Der erste Pitch des Autorentrios hatte nur drei Wochen davor – am 8. August 2012 – bei einem Arbeitsessen mit Jeph Loeb und der Produzentin Megan Thomas Bradner von Marvel Television stattgefunden. Um dem als Showrunner unerfahrenen Paar Whedon/Tancharoen bei der Einstellung von Crewmitarbeitern zu helfen und die heikle Kommunikation zwischen Studio und Netzwerk zu steuern, kam Jeff Bell als dritter Showrunner an Bord. Joss Whedon assistierte ihnen im ersten Jahr, bevor er mit der Arbeit an Avengers: Age of Ultron begann.
Die Dreharbeiten zur ersten Folge dauerten vom 22. Januar bis 11. Februar 2013. Am 10. Mai 2013 gab ABC grünes Licht für eine erste Staffel mit 13 Episoden. Maurissa Tancharoen gab später bekannt, dass Joss Whedon, Jed Whedon, Jeff Bell, Paul Zbyszewski, Monica Breen, Brent Fletcher, Lauren LeFranc, Rafe Judkins und Shalisha Francis als Autoren der Serie fungieren werden. Der Schreibprozess hat bis zu sieben Stufen: Eine potenzielle Storyline wird von den Showrunnern abgesegnet, von einem der Autoren zu einer Outline ausgearbeitet, anhand von Anmerkungen der Showrunner zu einem vollständigen Drehbuch ausgebaut, anschließend bringen ABC und das Produktionsteam weitere Anmerkungen ein, und schließlich kann der Autor mit dem Drehbuch ans Set gehen, um die Episode umzusetzen. Das Schwesterunternehmen Marvel Studios hatte ein Vetorecht bezüglich der Umsetzung bestimmter Konzepte und Personen aus den Marvel-Comics. So durfte die Serie nicht die Organisation S.W.O.R.D. benutzen, da das Filmstudio eigene Pläne für diese hatte. Auch das Verwenden des Comic-Bösewichts MODOK wurde von Marvel zwar ursprünglich freigegeben, während der Produktion aber wieder zurückgezogen. Magie und das Multiversum wurden in der Serie erst thematisiert, nachdem der Film Doctor Strange erschienen war, Zeitreisen in die Vergangenheit erst nach dem Erscheinen von Avengers: Endgame. Die Handlung der ersten drei Staffeln wurde mithilfe von internen Drehbüchern noch nicht veröffentlichter MCU-Filme geplant.
Gleichzeitig hatte die Serie auch minimale Einflüsse auf andere Produktionen, die im MCU angesiedelt sind. So kommen Gadgets wie das „Mouse Hole“ (ein Schneidegerät) erstmals in der Serie und später in Filmen vor. Die außerirdische Spezies der Kree taucht in der Serie auf, bevor sie in Guardians of the Galaxy eine größere Rolle spielt. Das größte Tie-In findet in Staffel 2 statt, als Coulsons Team verantwortlich ist für das Aufspüren von Lokis Zepter und für das Instandhalten eines Helicarriers, wobei beide Storylines direkt in Avengers: Age of Ultron münden. Das Tie-In in der ersten Staffel mit The Return of the First Avenger ist hingegen einseitig; die Handlung der Serie hat keinen Einfluss auf den Film. Mit Serien wie Marvel’s Agent Carter oder Marvel’s Daredevil gibt es indirekte gegenseitige Crossover durch Gegenstände und referenzierte Ereignisse.
Im Oktober 2013 bestellte ABC neun weitere Folgen für die erste Staffel, sodass diese auf 22 Episoden kommt.
Am 8. Mai 2014 bestellte ABC eine zweite Staffel, die aus 22 Episoden besteht.
Die dritte Staffel umfasst gleichfalls 22 Episoden und startete am 29. September 2015 in den USA.
Die vierte Staffel startete am 20. September 2016 in den USA, jedoch mit einem Sendetermin zu späteren Stunde als bisher, da, wie die Produzenten verlauten ließen, die Handlung düsterer werden würde.
Die fünfte Staffel lief vom 1. September 2017 bis zum 18. Mai 2018 in den USA. Sie hatte wie alle vorherigen Staffeln 22 Episoden.
Im Mai 2018 wurde die Produktion einer sechsten Staffel bekannt, die 13 Folgen umfasste und 2019 ausgestrahlt wurde. Noch vor der Veröffentlichung dieser wurde im November 2018 eine siebte Staffel angekündigt, die ebenfalls 13 Folgen umfasst. Im Juli 2019 wurde das Ende der Serie nach der siebten Staffel bekanntgegeben. Sie wurde in den USA vom 27. Mai 2020 bis zum 12. August 2020 ausgestrahlt.

## Besetzung und Synchronisation

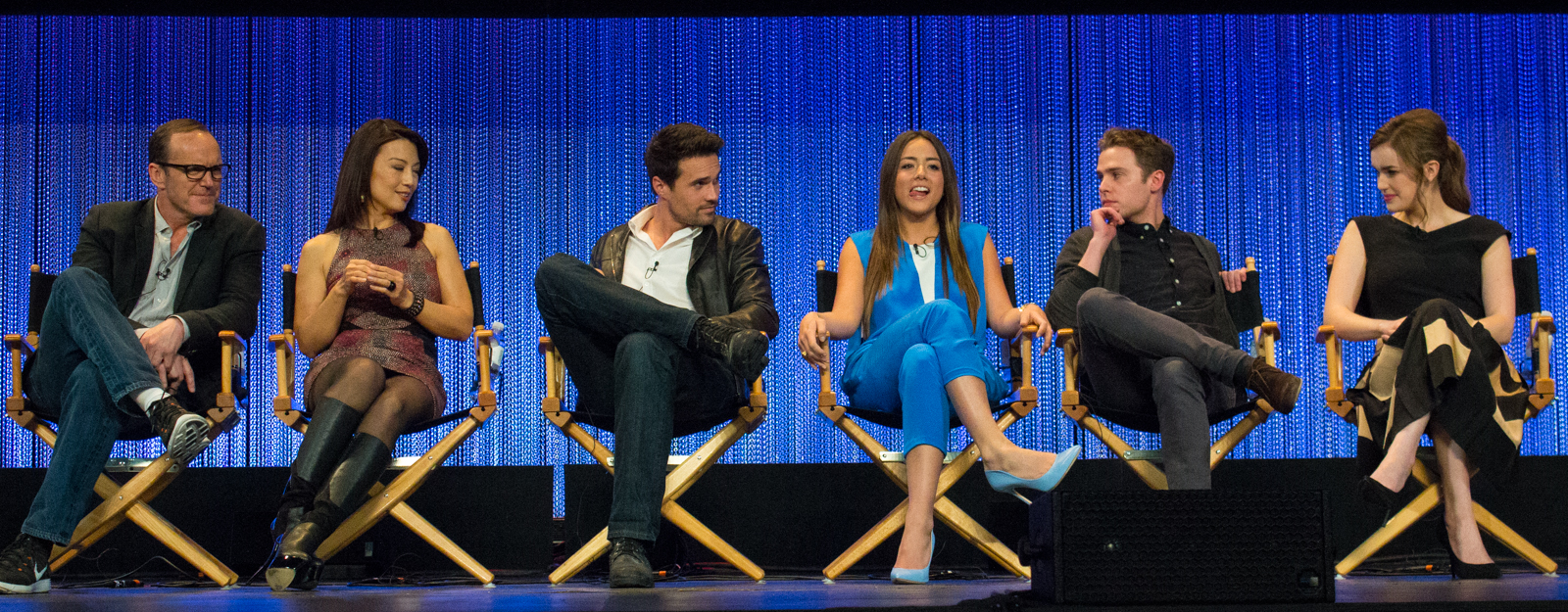
Die Hauptbesetzung bei dem PaleyFest im März 2014

Für die deutsche Synchronisation wurde die Synchronfirma SDI Media Germany in Berlin beauftragt. Als Synchronautoren waren unter anderem Eva Schaaf, Sabine Jaeger, Joachim Jaeger, Änne Troester, Andreas Pollak und Marie-Luise Schramm tätig, Dialogregie führten bisher Björn Schalla, Hannes Maurer, Boris Tessmann und Robin Kahnmeyer.

### Hauptrolle
| Rollenname                              | Schauspieler/in         | Bild                        | Hauptrolle (Folge)   | Nebenrolle (Folge)                                            | Synchronsprecher/in |
| --------------------------------------- | ----------------------- | --------------------------- | -------------------- | ------------------------------------------------------------- | ------------------- |
| Agent Phil Coulson                      | Clark Gregg             | Clark Gregg (2013)          | 1.01–6.01, 6.05–6.06 |                                                               | Till Hagen          |
| Pachakutiq „Sarge“                      | Clark Gregg             | Clark Gregg (2013)          | 6.01–6.13            |                                                               | Till Hagen          |
| LMD Phil Coulson                        | Clark Gregg             | Clark Gregg (2013)          | 6.13–7.13            |                                                               | Till Hagen          |
| Agent Melinda „Die Kavallerie“ May      | Ming-Na Wen             |                             | 1.01–6.13            |                                                               | Silke Matthias      |
| Agent Melinda „Die Kavallerie“ May      | Ming-Na Wen             | 7.01–7.13                   | Cathlen Gawlich      |                                                               |                     |
| Agent Grant Ward                        | Brett Dalton            |                             | 1.01–3.10            | 4.15–4.19                                                     | Nico Mamone         |
| Alveus „Hive“                           | Brett Dalton            | 3.11–3.22                   |                      |                                                               | Nico Mamone         |
| Agent Daisy „Skye“ Johnson Quake        | Chloe Bennet            | Chloe Bennet (2016)         | 1.01–1.19            |                                                               | Anne Helm 1         |
| Agent Daisy „Skye“ Johnson Quake        | Chloe Bennet            | Chloe Bennet (2016)         | 1.20–7.13            | Anja Stadlober                                                |                     |
| Agent Leopold „Leo“ Fitz                | Iain De Caestecker      |                             | 1.01–6.13            | 7.11–7.13                                                     | Konrad Bösherz      |
| Agent Jemma Simmons                     | Elizabeth Henstridge    | Elizabeth Henstridge (2016) | 1.01–7.13            |                                                               | Nicole Hannak       |
| Lance Hunter                            | Nick Blood              | Nick Blood (2015)           | 2.01–3.13            | 5.05                                                          | Boris Tessmann      |
| Agent Barbara „Bobbi“ Morse Mockingbird | Adrianne Palicki        | Adrianne Palicki (2013)     | 2.11–3.13            | 2.05–2.10                                                     | Magdalena Turba     |
| Alphonso „Mack“ Mackenzie               | Henry Simmons           | Henry Simmons (2016)        | 3.01–7.13            | 2.01–2.22                                                     | Wolfgang Wagner     |
| Lincoln Campbell Sparkplug              | Luke Mitchell           | Luke Mitchell (2011)        | 3.01–3.22            | 2.16–2.22                                                     | Ricardo Richter     |
| Dr. Holden Radcliffe                    | John Hannah             | John Hannah (2010)          | 4.01–4.22            | 3.18–3.22                                                     | Stefan Staudinger   |
| Elena „Yo-Yo“ Rodriguez Slingshot       | Natalia Cordova-Buckley |                             | 5.01–7.13            | 3.11, 3.17, 3.20–4.01, 4.03, 4.08–4.09, 4.11, 4.15, 4.20–4.22 | Sarah Méndez García |
| Deke Shaw                               | Jeff Ward               |                             | 6.04–7.13            | 5.01–5.04, 5.07–5.22                                          | Nico Sablik         |

### Nebenrolle
| Rollenname                                          | Schauspieler/in            | Nebenrolle (Folge)                                                                                              | Synchronsprecher/in                    |
| --------------------------------------------------- | -------------------------- | --- | -------------------------------------- |
| Michael „Mike“ Peterson Deathlok                    | J. August Richards         | 1.01, 1.10–1.11, 1.13, 1.16, 1.20–1.22, 2.16, 2.18–2.19, 5.12                                                   | Jan-David Rönfeldt                     |
| Ian Quinn                                           | David Conrad               | 1.03, 1.12–1.14, 1.18–1.22, 5.16                                                                                | Peter Flechtner                        |
| Raina                                               | Ruth Negga                 | 1.05, 1.10–1.11, 1.18–1.22, 2.02, 2.04–2.05, 2.09–2.11, 2.16–2.17, 2.19–2.21, 5.16                              | Manja Doering                          |
| Agent Victoria Hand                                 | Saffron Burrows            | 1.07, 1.11, 1.16–1.17                                                                                           | Victoria Sturm                         |
| Agent Victoria Hand                                 | Rachele Schank             | 7.12 | Lea Faßbender                          |
| Elliot Randolph                                     | Peter MacNicol             | 1.08, 3.02 | Tobias Meister                         |
| Agent Davis                                         | Maximilian Osinski         | 1.09, 4.01, 4.05–4.07, 4.10, 4.12–4.15, 4.20–4.21, 5.12–5.13, 5.16–5.17, 5.19–6.01, 6.03, 6.05, 6.08–6.10, 7.13 | Patric Tavanti 2 Rainer Fritzsche      |
| Agent Anne Weaver                                   | Christine Adams            | 1.12, 1.17, 2.14–2.15, 2.17, 2.19–2.22                                                                          | Natascha Geisler                       |
| Agent John Garrett Der Hellseher                    | Bill Paxton                | 1.14, 1.16–1.18, 1.21–1.22                                                                                      | Frank Röth                             |
| Agent John Garrett Der Hellseher                    | James Paxton               | 7.10–7.12 | Sebastian Fitzner                      |
| Agent Antoine Triplett                              | B. J. Britt                | 1.14, 1.16–2.10, 4.18–4.20                                                                                      | Frank Schaff                           |
| General Glenn Talbot Graviton                       | Adrian Pasdar              | 1.18, 1.20, 2.01–2.02, 2.04, 2.06, 2.11, 2.14, 3.12, 3.18, 3.20–3.21, 4.10–4.11, 4.21–4.22, 5.15–5.22           | Oliver Stritzel                        |
| Eric, Billy, Sam, Thurston und Ernest-Hazard Koenig | Patton Oswalt              | 1.18–1.19, 1.22–2.01, 2.09–2.10, 2.20, 4.12, 7.01–7.02                                                          | Hans Hohlbein                          |
| Isabelle „Izzy“ Hartley                             | Lucy Lawless               | 2.01, 2.15 | Ghadah Al-Akel                         |
| Carl „Crusher“ Creel Absorbing Man                  | Brian Patrick Wade         | 2.01–2.02, 3.12, 5.11, 5.13–5.14, 5.16, 5.21                                                                    | Karlo Hackenberger                     |
| Daniel Whitehall / Werner Reinhardt                 | Reed Diamond               | 2.01, 2.03–2.05, 2.08–2.10, 3.16, 5.15                                                                          | Detlef Bierstedt                       |
| Sunil Bakshi                                        | Simon Kassianides          | 2.01–2.05, 2.07–2.08, 2.11, 2.14, 2.18–2.19, 4.19                                                               | Markus Pfeiffer                        |
| Carla Talbot                                        | Raquel Gardner             | 2.01, 2.14, 3.12, 5.15, 5.17, 5.21                                                                              | Juana von Jascheroff                   |
| Dr. Calvin „Cal“ Johnson Mister Hyde                | Kyle MacLachlan            | 2.02, 2.05, 2.08, 2.10–2.11, 2.13, 2.16–2.22                                                                    | Thomas Nero Wolff                      |
| Kara Palamas Agent 33                               | Maya Stojan                | 2.03–2.04, 2.09, 2.14, 2.18–2.22                                                                                | Silvia Mißbach                         |
| Jiaying                                             | Dichen Lachman             | 2.08, 2.11, 2.16–2.22, 7.08, 7.10                                                                               | Uschi Hugo                             |
| Gordon                                              | Jamie Harris               | 2.10–2.11, 2.13, 2.15–2.22                                                                                      | Thomas Petruo                          |
| Gordon                                              | Fin Argus                  | 7.08, 7.10 | Max Felder                             |
| Andrew GarnerLash                                   | Blair UnderwoodMatt Willig | 2.13, 2.17, 2.21–2.22, 3.02, 3.04, 3.06–3.08, 3.10, 3.153.01, 3.04, 3.06–3.07, 3.15, 3.20, 5.12                 | Charles Rettinghaus                    |
| Agent Roberto „Robert“ Gonzales                     | Edward James Olmos         | 2.14–2.16, 2.19–2.20                                                                                            | Thomas Fritsch                         |
| Alisha Whitley                                      | Alicia Vela-Bailey         | 2.20–2.22, 3.04, 3.18–3.19                                                                                      | Giuliana Jakobeit                      |
| Kebo                                                | Daz Crawford               | 2.22, 3.02–3.04, 3.06                                                                                           | Ingo Albrecht 3                        |
| Rosalind Price                                      | Constance Zimmer           | 3.01, 3.04, 3.06–3.10                                                                                           | Anke Reitzenstein                      |
| Luther Banks                                        | Andrew Howard              | 3.01, 3.04, 3.06, 3.08–3.09                                                                                     | Johannes Berenz                        |
| Joey Gutierrez                                      | Juan Pablo Raba            | 3.01, 3.07, 3.09–3.11, 3.17                                                                                     | Tobias Müller                          |
| Werner von Strucker                                 | Spencer Treat Clark        | 3.02, 3.04, 3.06, 3.11, 5.13, 5.16–5.18                                                                         | David Turba                            |
| Giyera                                              | Mark Dacascos              | 3.08–3.12, 3.14–3.17, 3.21–3.22                                                                                 | Florian Halm                           |
| Agent Anderson                                      | Alexander Wraith           | 3.15–3.16, 3.18–3.19, 4.03                                                                                      | Matthias Friedrich 4 Valentin Stilu 5  |
| Polly Hinton                                        | Lola Glaudini              | 3.15, 3.22, 5.05, 5.16, 5.18, 5.21–5.22                                                                         | Andrea Aust                            |
| J.T. James Hellfire                                 | Axle Whitehead             | 3.16, 3.18–3.22, 4.04                                                                                           | Tino Kießling Jaron Löwenberg 6        |
| Gideon Malick (als Jugendlicher)                    | Cameron Palatas            | 3.16, 7.05 | Patrick Roche                          |
| Nathaniel Malick                                    | Joel Courtney              | 3.16 | Sebastian Kluckert                     |
| Nathaniel Malick                                    | Thomas E. Sullivan         | 7.05–7.13 | Tim Schwarzmaier                       |
| Agent Piper                                         | Briana Venskus             | 3.19, 4.01–4.02, 4.15, 4.20–4.21, 5.11, 5.14, 5.17, 5.19–5.20, 5.22–6.01, 6.03, 6.05, 6.09–6.12, 7.13           | Melanie Isakowitz Nadine Heidenreich 7 |
| Aida „Ophelia“ Madame Hydra                         | Mallory JansenAmanda Rea   | 4.01, 4.03–4.04, 4.07–4.22 3.22 (Stimme)                                                                        | Rubina NathMaria Sumner                |
| Roberto „Robbie“ Reyes Ghost Rider                  | Gabriel Luna               | 4.01–4.08, 4.21–4.22                                                                                            | Kim Hasper                             |
| Gabriel „Gabe“ Reyes                                | Lorenzo James Henrie       | 4.01, 4.03, 4.06–4.07                                                                                           | Christian Zeiger                       |
| Lucy Bauer                                          | Lilli Birdsell             | 4.01–4.02, 4.04–4.06                                                                                            | Christin Marquitan                     |
| Direktor Jeffrey Mace Patriot                       | Jason O’Mara               | 4.02–4.03, 4.05–4.11, 4.13–4.15, 4.17–4.18                                                                      | Tobias Kluckert                        |
| Agent Burrows                                       | Patrick Cavanaugh          | 4.03, 4.05–4.10, 4.17–4.20, 4.22                                                                                | Jan Kurbjuweit                         |
| Senatorin Ellen Nadeer                              | Parminder Nagra            | 4.03, 4.05, 4.09, 4.11, 4.13                                                                                    | Sonja Spuhl                            |
| Eli Morrow                                          | José Zúñiga                | 4.04–4.08 | Ronald Nitschke                        |
| Anton Ivanov Superior                               | Zach McGowan               | 4.12–4.15, 4.19, 4.21–4.22, 5.14, 5.17                                                                          | Waléra Kanischtscheff                  |
| Hope Mackenzie                                      | Jordan Rivera              | 4.17–4.20, 4.22                                                                                                 | Naomi Hadad                            |
| Enoch                                               | Joel Stoffer               | 4.22–5.01, 5.05–5.10, 6.01–6.03, 6.05–6.08, 6.12–7.02, 7.04–7.06, 7.08–7.09, 7.11, 7.13                         | David Nathan                           |
| Tess                                                | Eve Harlow                 | 5.02–5.03, 5.06, 5.09–5.10                                                                                      | Ilena Gwisdalla                        |
| Grill                                               | Pruitt Taylor Vince        | 5.02–5.04, 5.06                                                                                                 | Lutz Schnell                           |
| Kasius                                              | Dominic Rains              | 5.02–5.04, 5.06–5.10                                                                                            | Alexander Doering                      |
| Sinara                                              | Florence Faivre            | 5.02–5.04, 5.06–5.10                                                                                            | Giuliana Jakobeit                      |
| Flint                                               | Coy Stewart                | 5.03, 5.06–5.10, 6.11–6.12, 7.13                                                                                | Linus Drews                            |
| General Hale                                        | Catherine Dent             | 5.05, 5.11–5.18, 5.20                                                                                           | Katrin Zimmermann                      |
| Ruby Hale                                           | Dove Cameron               | 5.11, 5.13, 5.15–5.18                                                                                           | Maresa Sedlmeir                        |
| General Rick Stoner                                 | Patrick Warburton          | 5.11, 5.19, 7.05–7.06                                                                                           | Tilo Schmitz                           |
| Qovas                                               | Peter Mensah               | 5.14–5.15, 5.18–5.21                                                                                            | Martin Keßler                          |
| Pax                                                 | Matt O’Leary               | 6.01–6.02, 6.04, 6.07–6.09                                                                                      | Sebastian Kluckert                     |
| Snowflake                                           | Brooke Williams            | 6.01–6.02, 6.04–6.05, 6.07–6.09                                                                                 | Julia Stoepel                          |
| Dr. Marcus Benson                                   | Barry Shabaka Henley       | 6.01–6.02, 6.04–6.05, 6.11                                                                                      | Hans-Eckart Eckhardt                   |
| Jaco                                                | Winston James Francis      | 6.01–6.04, 6.07–6.09                                                                                            | Samuel Zekarias                        |
| Malachi                                             | Christopher James Baker    | 6.03, 6.05–6.06, 6.08, 6.11, 6.13, 7.13                                                                         | Paul Matzke                            |
| Izel                                                | Karolina Wydra             | 6.07–6.13 | Melanie Pukaß                          |
| Luke / William Dole                                 | Tobias Jelinek             | 7.01–7.06 | Robert Glatzeder Felix Isenbügel 8     |
| Wilfred „Freddy“ Malick                             | Darren Barnet              | 7.01–7.02 | Julius Jellinek                        |
| Wilfred „Freddy“ Malick                             | Neal Bledsoe               | 7.04–7.05 | Uve Teschner                           |
| Sibyl                                               | Tamara Taylor              | 7.03, 7.06–7.07, 7.12–7.13                                                                                      | Katharina Spiering                     |
| Kora                                                | Dianne Doan                | 7.08–7.13 | Katharina Schwarzmaier                 |
| Kimball                                             | Katy O’Brian               | 7.11–7.13 | Lea Faßbender                          |

### Gaststars aus demMarvel Cinematic Universe
| Rollenname                 | Schauspieler/in       | Nebenrolle (Folge)   | Synchronsprecher/in      |
| -------------------------- | --------------------- | -------------------- | ------------------------ |
| Agent Maria Hill           | Cobie Smulders        | 1.01, 1.20, 2.19     | Christine Stichler       |
| Direktor Nick Fury         | Samuel L. Jackson     | 1.02, 1.22           | Engelbert von Nordhausen |
| Agent Felix Blake          | Titus Welliver        | 1.06, 1.16, 3.14     | Erich Räuker             |
| Agent Jasper Sitwell       | Maximiliano Hernández | 1.07, 1.15–1.16      | Boris Tessmann           |
| Lady Sif                   | Jaimie Alexander      | 1.15, 2.12           | Ranja Bonalana           |
| Agent Peggy Carter         | Hayley Atwell         | 2.01, 2.08           | Melanie Hinze            |
| Timothy „Dum Dum“ Dugan    | Neal McDonough        | 2.01                 | Johannes Berenz          |
| Private James „Jim“ Morita | Kenneth Choi          | 2.01                 | Gerald Schaale           |
| Dr. List                   | Henry Goodman         | 2.11, 2.18–2.19      | Rainer Gerlach           |
| Gideon Malick              | Powers Boothe         | 3.06–3.13, 3.15–3.17 | Roland Hemmo             |
| President Matthew Ellis    | William Sadler        | 3.01, 3.11, 3.13     | Klaus-Dieter Klebsch     |
| Agent Daniel Sousa         | Enver Gjokaj          | 7.03–7.06, 7.08–7.13 | Boris Tessmann           |

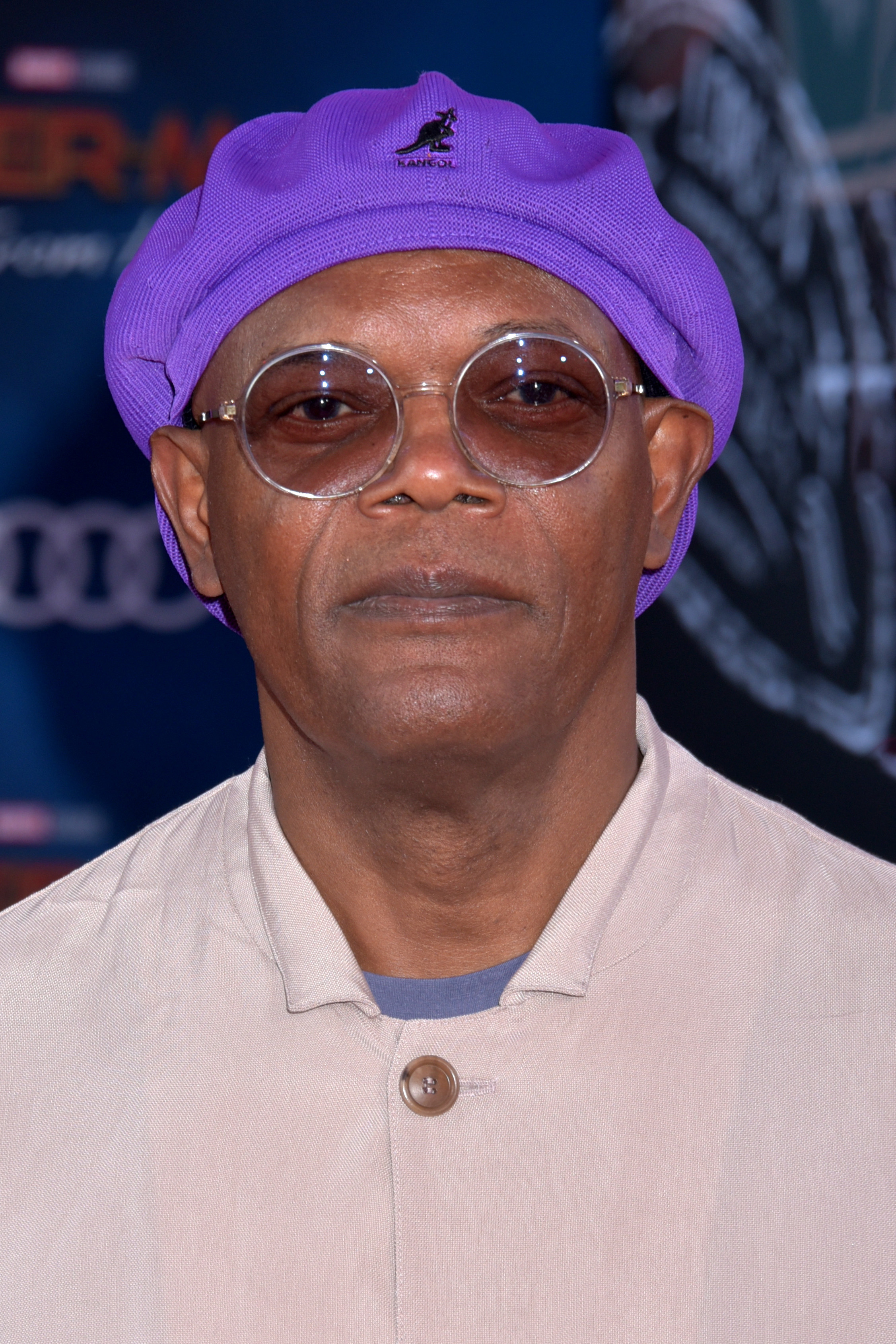
Samuel L. Jackson, 2019
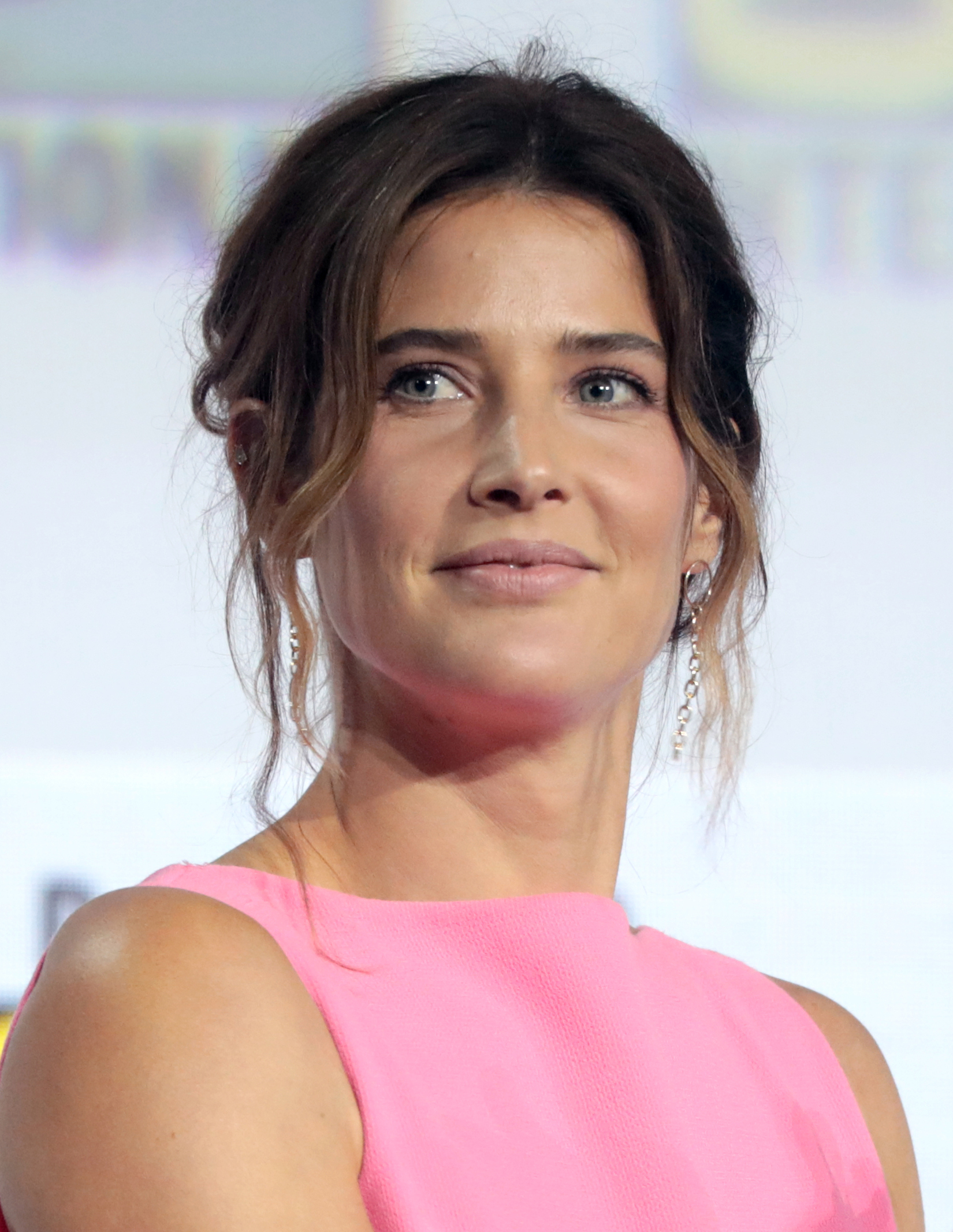
Cobie Smulders, 2019
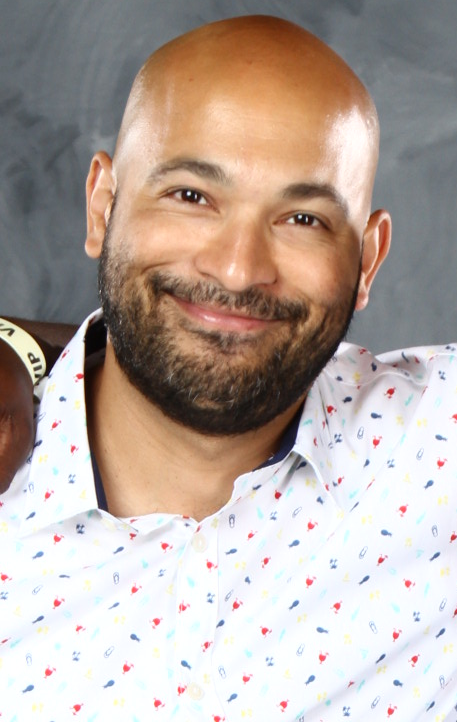
Maximiliano Hernandez, 2015
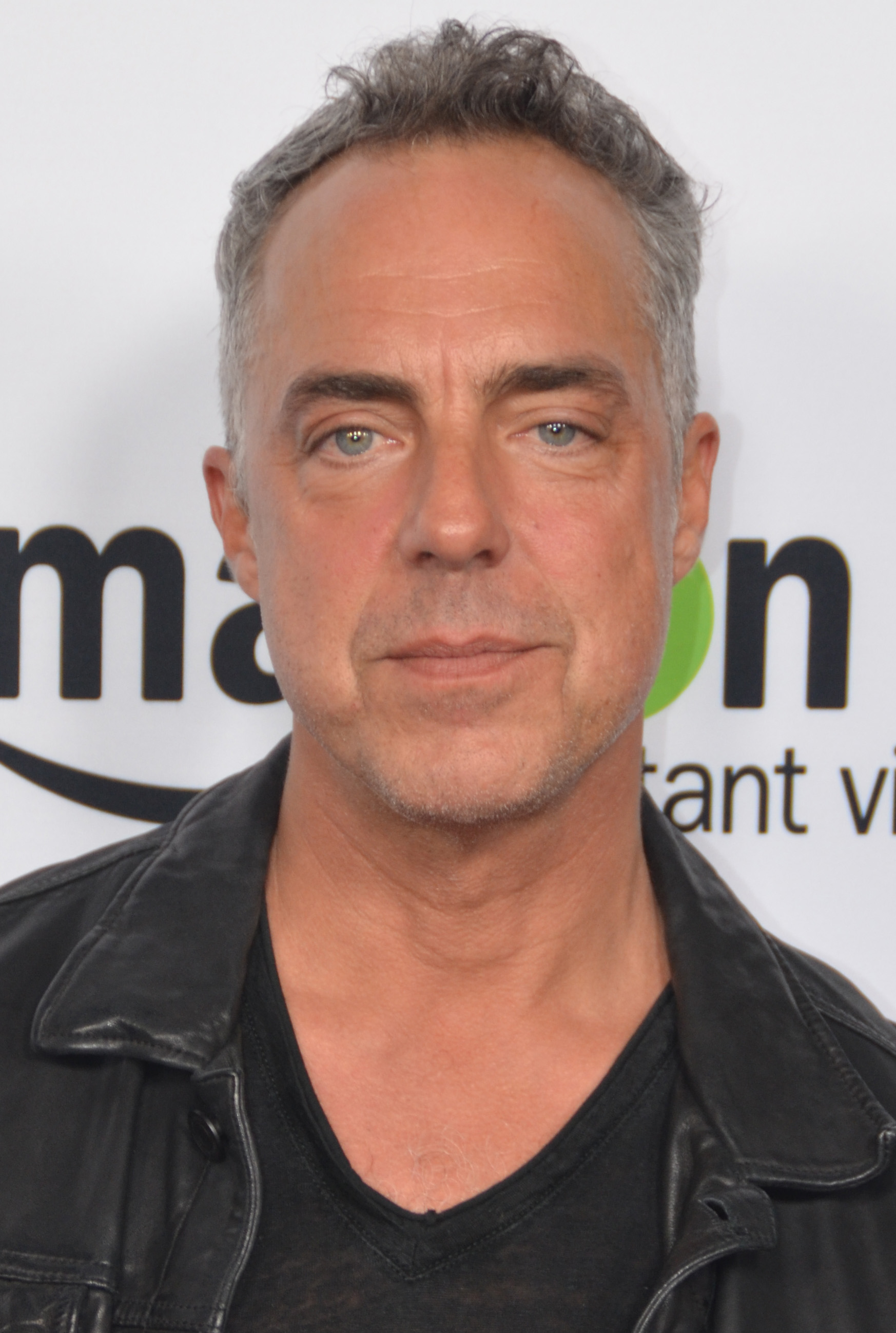
Titus Welliver, 2015
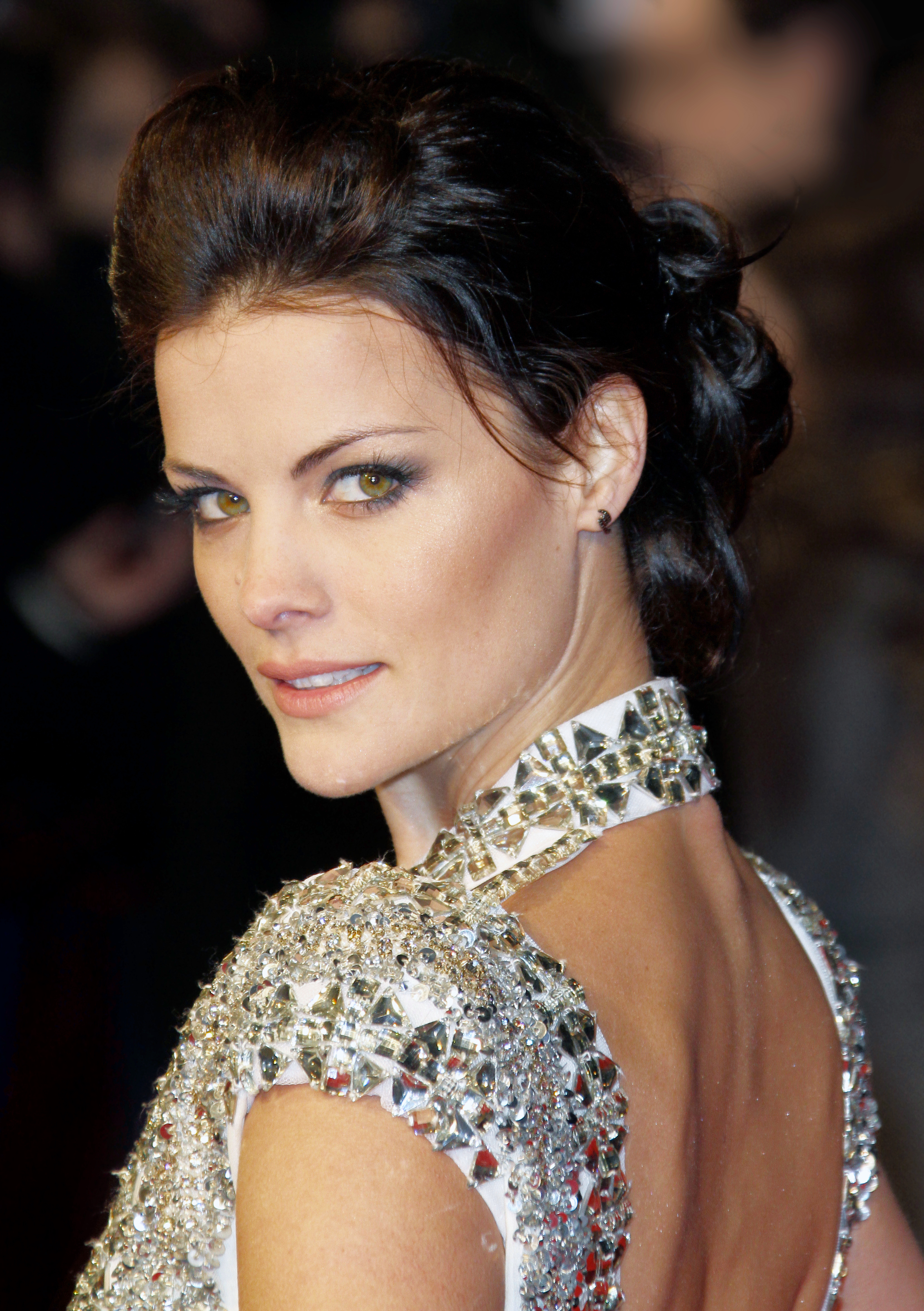
Jaimie Alexander, 2013
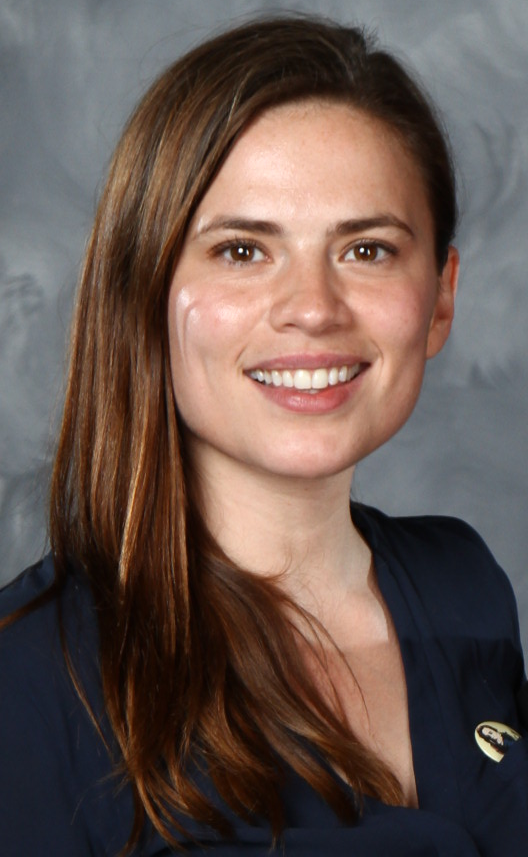
Hayley Atwell, 2015
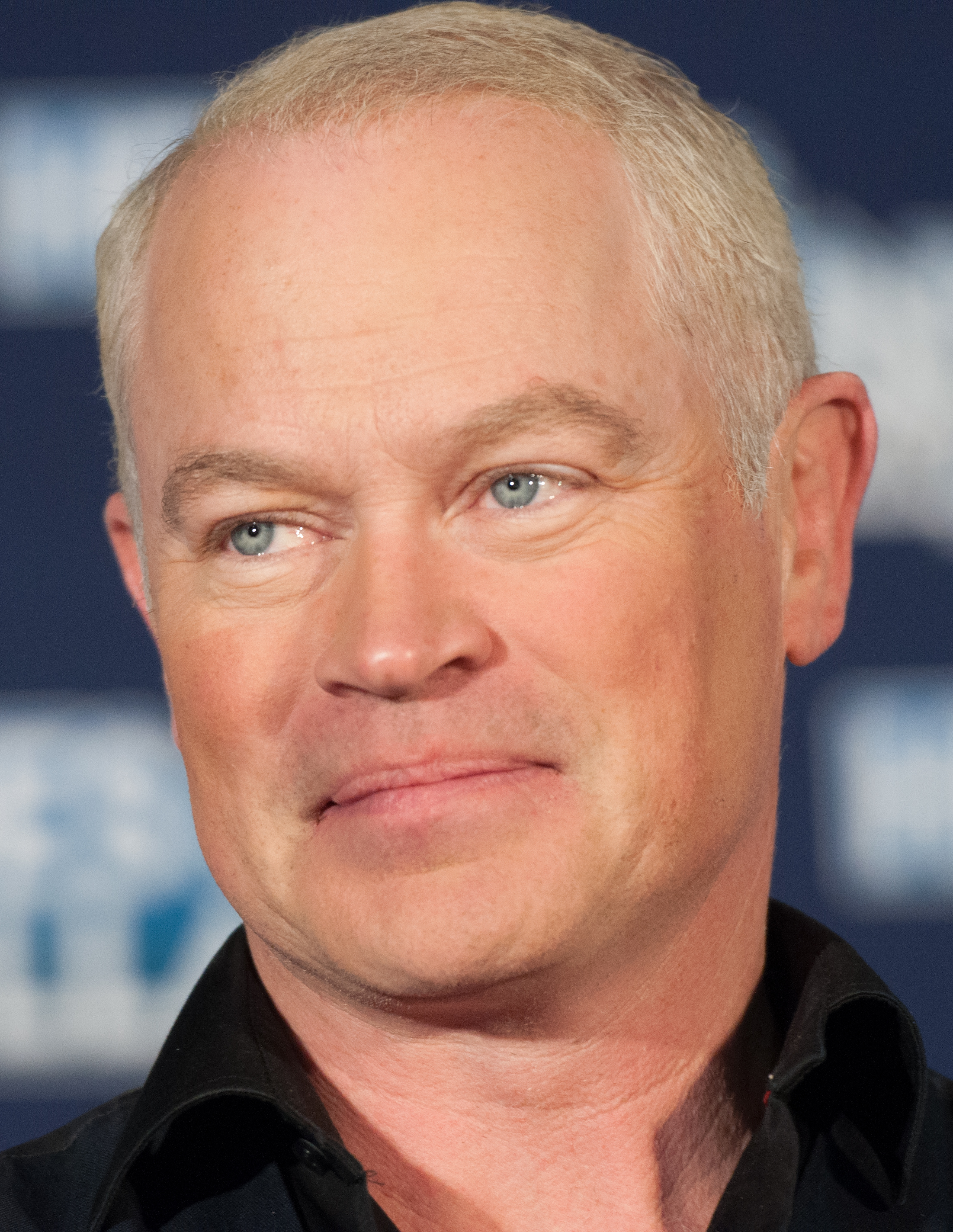
Neal McDonough, 2016
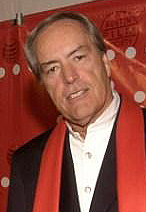
Powers Boothe, 2005
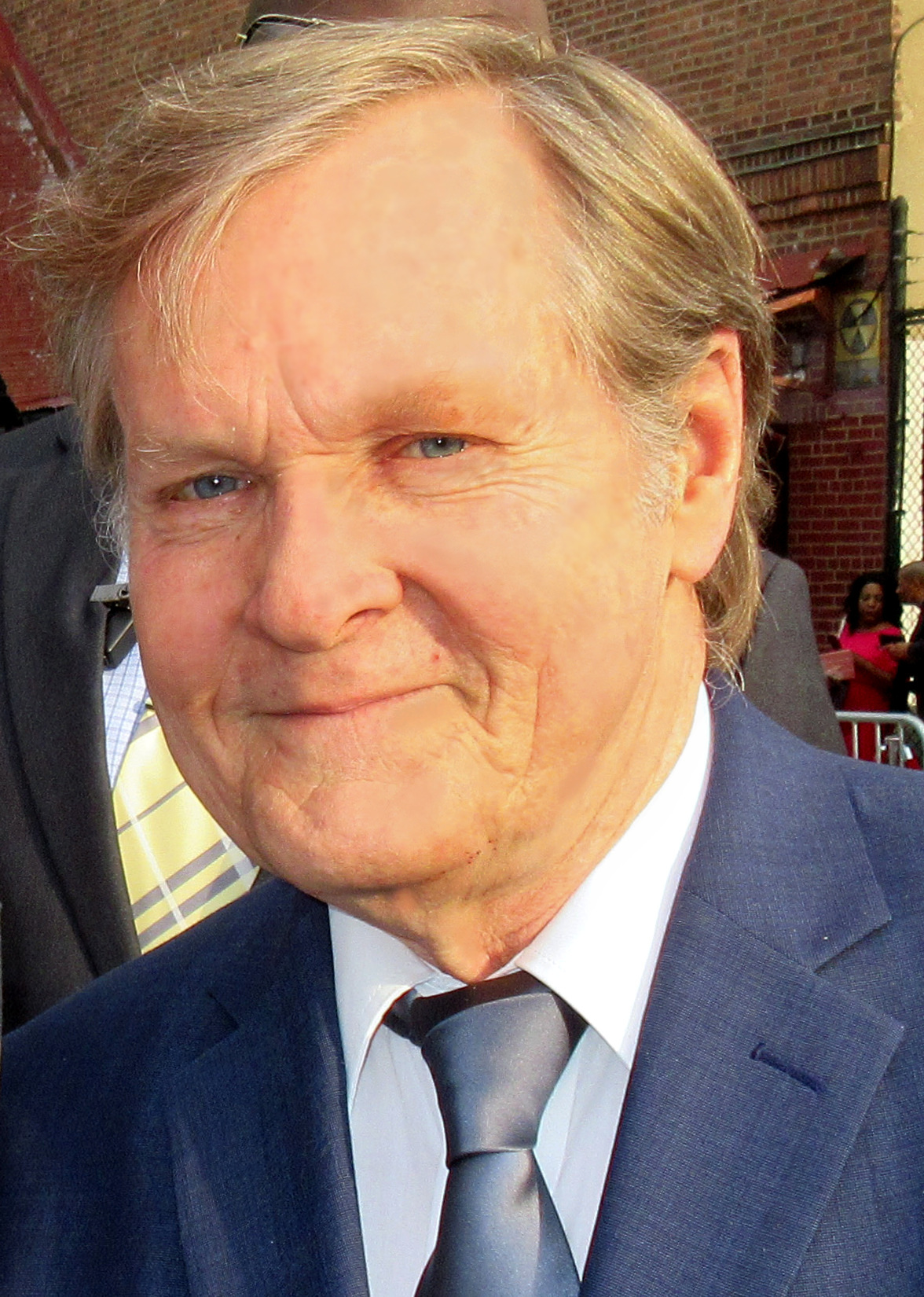
William Sadler, 2019
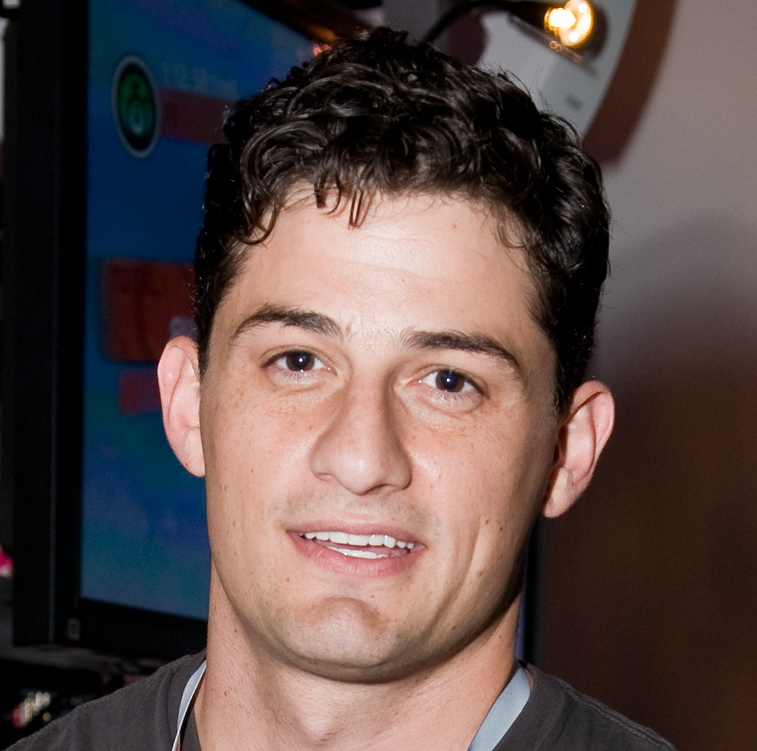
Enver Gjokaj, 2011

## Rezeption
Bei den Critics’ Choice Television Awards 2013 wurde die Serie neben fünf weiteren Serien in der Kategorie Vielversprechendste neue Serie ausgezeichnet.